# Oberes Filstal-Gemeinde Mühlhausen im Täle
Oberes Filstal-Gemeinde Mühlhausen im Täle ist ein Landschaftsschutzgebiet (Schutzgebietsnummer 1.17.065) im Landkreis Göppingen. 

## Lage und Beschreibung
Das Schutzgebiet entstand durch Verordnung des Landratsamts Göppingen vom 28. Juni 1983. Mit dem Inkrafttreten dieser Verordnung traten die Verordnung des Württembergischen Kultusministeriums zum Schutz von Landschaftsbestandteilen und Landschaftsteilen entlang der Reichsautobahn Stuttgart-München in den Landkreisen Esslingen, Nürtingen, Göppingen und Ulm vom 12. August 1940 und die Verordnung des Landratsamtes Göppingen zum Schutz von Sommerschafweiden als Landschaftsbestandteile vom 27. Juni 1939 insoweit außer Kraft, soweit sie das Gebiet der Gemeinde Mühlhausen im Täle betrafen.
Das Landschaftsschutzgebiet besteht aus zwei Teilgebieten. Es umfasst das gesamte Gebiet der Gemeinde Mühlhausen, ausgenommen sind die Ortslage von Mühlhausen und der Gemeindeteil Eselhof. Der überwiegende Teil mit rund 440 Hektar liegt südwestlich zwischen Mühlhausen und Wiesensteig. Es gehört zum Naturraum 094-Mittlere Kuppenalb innerhalb der naturräumlichen Haupteinheit 09-Schwäbische Alb. Teile des Landschaftsschutzgebiets liegen im FFH-Gebiet 7423-342 Filsalb und im Vogelschutzgebiet 7422-441 Mittlere Schwäbische Alb. Rundum grenzen mehrere Landschaftsschutzgebiete an.

## Schutzzweck
Wesentlicher Schutzzweck ist gemäß Schutzgebietsverordnung die Erhaltung der Vielfalt, Eigenart und Schönheit der höhenmäßig reich gegliederten Alblandschaft um Mühlhausen im Täle, welche sich durch den Wechsel von Wäldern, Feld- und Bachgehölzen, Hecken, Heideflächen nebst landwirtschaftlich genutzten Acker- und Wiesenflächen auszeichnet und mit ihrer floristischen Vielfalt einen hohen ökologischen Wert darstellt. Der besonders hohe Erholungswert für die Allgemeinheit soll ebenfalls gesichert werden.